# Julius Korn

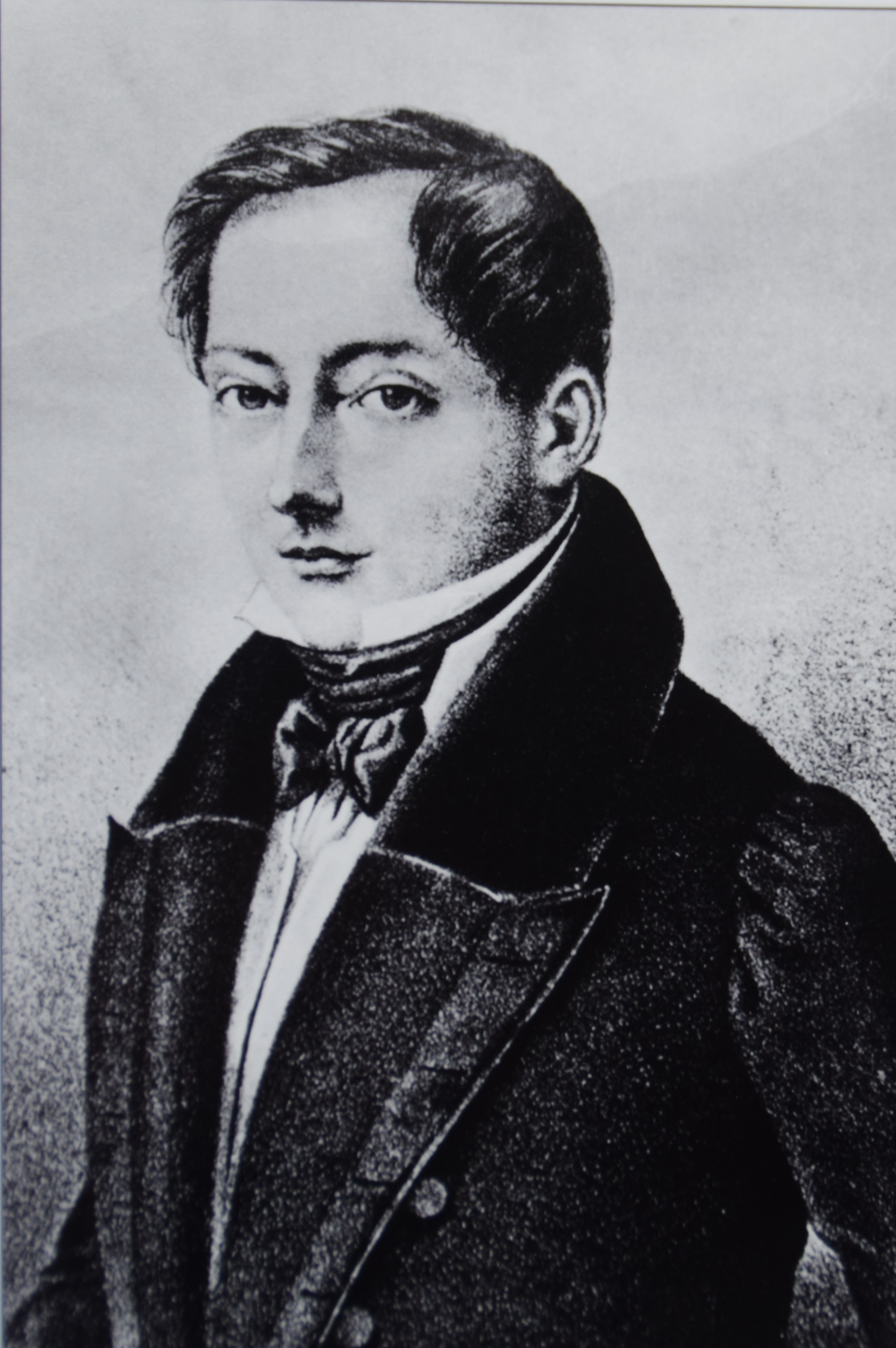
Julius Korn

Julius Korn (* 20. März 1799 in Breslau; † 3. Februar 1837 ebenda) war ein deutscher Buchhändler und Stadtrat.

## Leben
Seinem Vater Johann Gottlieb Korn, welcher die Buchhandlung und Druckerei der Familie in den blühendsten Zustand gebracht hatte, lag alles daran, in seinem Sohn einen Bewahrer und Erhalter seines Betriebes zu erziehen. Er gab ihm deshalb eine sehr sorgfältige Erziehung. Mit 15 Jahren trat er in die Handlung seines Vaters als Lehrling ein.
Ab 1817 zog er für seine weitere Ausbildung nach Frankfurt am Main und arbeitet dort in einer Buchhandlung. Er lebte zwei Jahre dort und nutzte die Gelegenheit, Bekanntschaften mit den Gelehrten und Künstlern zu schließen, die der Bundestag in die Stadt zog. Darauf kehrte er nach Breslau zurück, diente sein Militärjahr ab, bestand sein Offizierexamen und trat dann, um die Arbeitsweise der französischen Buchhändlergeschäfte kennenzulernen, in die Handlung von Bossange in Paris ein, wo er ein Jahr blieb.
Am 4. Oktober 1826 heiratete er Cecilie Bertha Freiin von Kospoth. Zusammen hatten sie fünf Söhne (u. a. Heinrich von Korn) und eine Tochter (Berta Elisabeth von Schroeter), die ihn alle überlebten.
1828 übernahm er die Buchhandlung und Druckerei seines Vaters, der sich der Leitung und Beaufsichtigung seiner bedeutenden Grundbesitze hingab. Eine der ersten Unternehmungen des neuen Handlungschefs war der Erwerb der Schlesischen Provinzialblätter und des damit verbundenen Schlesischen Literaturblatts, auch unternahm er die Herausgabe der Schlesischen landwirtschaftlichen Monatsschrift. Durch beide periodischen Blätter suchte er die stabile Beschäftigung seiner Druckerei zu erweitern. Er vertrieb auch weiterhin eine Reihe polnischer Schriften, wissenschaftlicher Werke in deutscher Sprache sowie die Zeitung, die von seinem Urgroßvater Johann Jakob Korn gegründet worden war, die Schlesische Zeitung.
Im Jahr 1835 wurde er zum unbesoldeten Breslauer Stadtrat gewählt und leistete als solcher der Stadtgemeinde, welcher er angehörte, Dienste. 
Am 3. Februar 1837 starb er mit 37 Jahren nach einer sechstägigen Krankheit an einer vernachlässigten Erkältung. Am 6. Februar wurde er in der Familiengruft des väterlichen Landsitzes in Oswitz beigesetzt.